# Supercopa de Alemania femenina
La Supercopa de Alemania femenina (en alemán: DFB-Supercup der Frauen) es un torneo de fútbol femenino oficial en Alemania en el que se enfrentan los ganadores de la Bundesliga Femenina y de la Copa de Alemania femenina. Se disputó entre 1992 y 1997 y en diciembre de 2023 se anunció que regresaría a partir de la temporada 2024-25. 

## Finales
A continuación se muestra una lista de los ganadores de la Supercopa. Antes de 2023, si un equipo ganaba ambos títulos, se invitaba al perdedor de la final de la Copa de Alemania.
| Año  | Campeones de la Frauen-Bundesliga | Resultado   | Ganadores de la DFB-Pokal Frauen | Estadio                              |
| ---- | --------------------------------- | ----------- | -------------------------------- | ------------------------------------ |
| 1992 | Sportfreunde Siegen               | 4–0         | FSV Frankfurt                    | Estadio Niedersachsen, Hannover      |
| 1993 | FC Niederkirchen                  | 2–1         | Sportfreunde Siegen              | Estadio Ulrich Haberland, Leverkusen |
| 1994 | Sportfreunde Siegen               | 0–4         | FFC Brauweiler Pulheim           | Simmertal                            |
| 1995 | FSV Fráncfort                     | 4–0         | Sportfreunde Siegen              | Rheinstadion, Düsseldorf             |
| 1996 | Sportfreunde Siegen               | 0–2 (t. s.) | FSV Fráncfort                    | Nidderau                             |
| 1997 | FFC Brauweiler Pulheim            | 1–0         | Eintracht Rheine                 | Rin                                  |
| 2024 | Bayern de Múnich                  | 1–0         | VfL Wolfsburgo                   | Stadion Dresden                      |

### Palmarés por equipo
| Equipo                 | Títulos | Subcampeonatos | Años campeón | Años subcampeón        |
| ---------------------- | ------- | -------------- | ------------ | ---------------------- |
| FSV Fráncfort          | 2       | 1              | 1995, 1996   | 1992                   |
| FFC Brauweiler Pulheim | 2       | 1              | 1994, 1997   | 1997                   |
| Sportfreunde Siegen    | 1       | 4              | 1992         | 1993, 1994, 1995, 1996 |
| FC Niederkirchen       | 1       | -              | 1993         | -                      |
| Bayern de Múnich       | 1       | -              | 2024         | -                      |